# Artibai
L'Artibai és un riu curt del nord de la península Ibèrica que neix a les Muntanyes Basques i desemboca al Mar Cantàbric. El seu curs transcorre per Biscaia, País Basc, al nord d'Espanya. Neix al vessant nord del mont Oiz des d'on provenen diferents rierols que s'uneixen i prenen entitat a Iruzubieta (Markina-Xemein). Més endavant rep pel seu marge dret el riu Urko que prové de la muntanya amb el mateix nom.
Creua pels municipis de Mallabia, Ziortza-Bolibar, Markina-Xemein; a partir de Berriatua es veu influït per les marees i desemboca a Ondarroa formant una ria. En els primers anys del segle xx Va tenir molt de renom el balneari d'Urberuaga situat a la seva riba poc després d'abandonar el nucli urbà Markiñarra. La vall de l'Artibai, juntament amb la vall del riu Lea, forma la comarca biscaïna de Lea Artibai, i ambdós estan integrat a la xarxa de protecció Natura 2000. La qualitat de les seves aigües, sobretot a la part alta de la conca, afavoreix l'hàbitat del visó europeu (Mustela lutreola), carnívor semiaquàtic globalment amenaçat, que és molt exigent amb la conservació dels marges i riberes, on troba les seves preses principals: crancs, peixos, amfibis, aus aquàtiques. A la part alta de la conca predominen els usos agrícoles del terreny, amb prats i plantacions de pinedes, però és possible trobar restes del bosc autòcton original amb alguns alzinars cantàbrics, sobretot a la riba esquerra i zones de freixe i avellaners. La llera és pedregosa, amb blocs de pedres arenisques i calcàries, alternant amb graves, sorres i fangs. Hi ha molta vegetació d'algues i molses i a les seves ribes pollancres. A les seves aigües es pot trobar des del salmó fins als barbs, passant per les truites o anguiles. A la desembocadura queden algunes restes dels antics aiguamolls.

## Afluents
Els afluents de l'Artibai són per la dreta:
- Urko.
- Amalloa.
- Gorozika.

Per l'esquerra:
- Zigortza.
- Igotz.